# Ghiacciaio Backstairs Passage
Il ghiacciaio Backstairs Passage è un ghiacciaio lungo circa 4 km situato nella parte nord-occidentale della Dipendenza di Ross, nell'Antartide orientale. Il ghiacciaio, il cui punto più alto si trova a circa 500 m s.l.m., si trova sulla costa di Scott, nella regione settentrionale delle montagne del Principe Alberto, dove fluisce verso est, a partire dal fianco nord-orientale del ghiacciaio Larsen e costeggiando il versante settentrionale del monte Crammer, fino ad andare ad alimentare la piattaforma glaciale Nansen.

## Storia
Il ghiacciaio Backstairs Passage (in inglese, letteralmente, "scala di servizio") è stato scoperto e mappato dalla squadra meridionale della spedizione Nimrod, svolta da 1907 al 1909 e comandata da Ernest Shackleton, e così battezzato poiché utilizzato dai membri della squadra per portarsi sul ghiacciaio Larsen partendo dal mare di Ross per poi portare a termine l'ascesa del Larsn e arrivare sull'altopiano della Terra dell Regina Vittoria.